# Râul Bolovanul, Râșcuța
Râul Bolovanul (sau Râul Harjulea) este un afluent al râului Râșcuța. 

## Hărți
- Harta județului Suceava